# The Best of Whitesnake
Albums de Whitesnake
Ready an' Willing
(1980) Saints & Sinners
(1982)
The Best of Whitesnake est la première compilation du groupe britannique Whitesnake.
Paru en 1981 sur le label Underdog Records la version vinyle ne comprenait que les 10 premiers titres, sa réédition en disque compact de 1988 verra l'ajout de cinq nouveaux titres provenant tous de l'album de 1982, Saints & Sinners.

## Musiciens
- David Coverdale : chant.
- Neil Murray : basse.
- Micky Moody : guitares.
- Bernie Marsden : guitares.
- Jon Lord : claviers.
- Ian Paice : batterie, percussions.

## Liste des titres
- Note : Réédition 1988

| 1.    | Walking in the Shadow of the Blues (de Lovehunter, 1979)                          | David Coverdale/Bernie Marsden                      | 4:22 |
| 2.    | Trouble (de Trouble, 1978)                                                        | Coverdale / Marsden                                 | 4:47 |
| 3.    | Lie Down (de Trouble, 1978)                                                       | Coverdale / Micky Moody                             | 3:13 |
| 4.    | Sweet Talker (de Ready an' Willing, 1980)                                         | Coverdale / Marsden                                 | 3:36 |
| 5.    | Love Hunter (de Lovehunter, 1979)                                                 | Coverdale / Marsden                                 | 5:33 |
| 6.    | Don't Break My Heart Again (de Come an' Get It, 1981)                             | Coverdale                                           | 4:03 |
| 7.    | Ain't No Love in the Heart of the City (de Live...in the Heart of the City, 1980) | Michael Price / Dan Walsh                           | 7:31 |
| 8.    | Fool For Your Loving (de Ready an' Willing, 1980)                                 | Coverdale / Marsden / Moody                         | 4:15 |
| 9.    | Take Me With You (de Trouble, 1978)                                               | Coverdale / Moody                                   | 4:43 |
| 10.   | We Wish You Well (de Lovehunter, 1979)                                            | Coverdale                                           | 1:34 |
| 11.   | Here I Go Again (de Saints & Sinners, 1982)                                       | Coverdale / Marsden                                 | 5:04 |
| 12.   | Crying in the Rain (de Saints & Sinners, 1982)                                    | Coverdale                                           | 5:59 |
| 13.   | Victim of Love (de Saints & Sinners, 1982)                                        | Coverdale                                           | 3:32 |
| 14.   | Saints & Sinners (de Saints & Sinners, 1982)                                      | Coverdale / Lord / Marsden / Moody / Murray / Paice | 4:20 |
| 15.   | Rock N' Roll Angels (de Saints & Sinners, 1982)                                   | Coverdale / Moody                                   | 4:07 |
| 65:58 |                                                                                   |                                                     |      |